# Gare de Prissé-la-Charrière
Gare de Prissé-la-Charrière vasútállomás Franciaországban, Prissé-la-Charrière településen.

## Vasútvonalak
Az állomást az alábbi vasútvonalak érintik:
- Chartres–Bordeaux-vasútvonal

## Kapcsolódó állomások
A vasútállomáshoz az alábbi állomások vannak a legközelebb:
- Gare de Beauvoir-sur-Niort
- Gare de Villeneuve-la-Comtesse